# La pas pe litoral
La pas pe litoral este un film românesc din 2016 regizat de Vlad Petri. Rolurile principale au fost interpretate de actorii Vlad Petri, Vlad Ursulean.

## Distribuție
Distribuția filmului este alcătuită din:
- Vlad Ursulean
- Vlad Petri